# Rafael Guijosa
Rafael Guijosa, né le 31 janvier 1969 à Alcalá de Henares, est un ancien handballeur espagnol, évoluant au poste d'ailier gauche. Il a été élu meilleur handballeur mondial de l'année en 1999.

## Biographie
Rafael Guijosaa commencé à jouer pour le club de sa ville natale, le CD Iplacea, avant de devenir professionnel en 1989 avec le BM Guadalajara. En 1993, il signe au Juventud Alcalá, où il reste 2 ans avant de rejoindre en 1995 le club de sa vie, le FC Barcelone. Avec le Barça, Guijosa a notamment remporté cinq Ligues des champions consécutives entre 1996 et 2000 et autant de Championnats d'Espagne.
Avec l'équipe nationale d'Espagne, il a disputé 119 matchs et marqué 538 buts entre 1995 et 2002, remportant deux médailles de bronze olympiques à Atlanta en 1996 et à Sydney en 2000. Il a également remporté deux médailles d'argent (1996 et 1998 et une de bronze (2000) aux Championnats d'Europe mais aucune à un Championnat du monde bien qu'il ait été élu meilleur ailier gauche du Championnat du monde 1999.
Il met un terme à sa carrière de joueur en 2002 avant de devenir l'année suivante entraîneur du BM Alcobendas. Après 6 ans à Alcobendas, il est nommé à la tête du Toledo BM en mars 2011, mais il ne parvient pas à empêcher la relégation du club et n'est donc pas conservé.
En 15 mars 2015, il devient entraîneur du CB Ademar León. Il est alors par deux fois élu meilleur entraîneur du championnat d'Espagne au terme des saisons 2015-2016 et 2016-2017, permettant au club de terminer vice-champion d'Espagne en 2017 et 2018 derrière l'intouchable FC Barcelone. Pourtant, il est limogé en avril 2019.
En juillet 2020, il est nommé entraîneur du club qatarien d'Al-Arabi SC qu'il conduit au premier titre de Champion du Qatar en novembre 2020.

## Palmarès

### Joueur de club
Compétitions internationales
- Ligue des champions (5) : 1996, 1997, 1998, 1999, 2000
- Supercoupe d'Europe (4) : 1997, 1998, 1999, 2000

Compétitions nationales
- Championnat d'Espagne (5) : 1996, 1997, 1998, 1999, 2000
- Coupe du Roi (3) : 1997, 1998, 2000
- Coupe ASOBAL (2) : 1996, 2000
- Supercoupe d'Espagne (3) : 1997, 1998, 2000

### Joueur en équipe nationale
Ses résultats en équipe nationale d'Espagne sont :
- Jeux olympiques
  -  Médaille de bronze aux Jeux olympiques 1996 d'Atlanta,  États-Unis
  -  Médaille de bronze aux Jeux olympiques 2000 de Sydney,  Australie
- Championnats d'Europe
  -  Médaille d'argent au Championnat d'Europe 1996 en  Espagne
  -  Médaille d'argent au Championnat d'Europe 1998 en  Italie
  -  Médaille de bronze au Championnat d'Europe 2000 en  Croatie
  - 7e place au Championnat d'Europe 2002 en  Suède
- Championnats du monde
  - 8e place au Championnat du monde 1997 au  Japon
  - 4e place au Championnat du monde 1999 en  Égypte

### Entraîneur
En clubs
- Deuxième du Championnat d'Espagne en 2017 et 2018
- vainqueur du Championnat du Qatar en 2020[8]

### Distinctions personnelles
- Élu meilleur handballeur mondial de l'année en 1999[2]
- Élu meilleur ailier gauche du Championnat du monde 1999
- Élu meilleur ailier gauche des Jeux olympiques 2000
- Élu meilleur ailier gauche du Championnat d'Europe 2000
- Élu meilleur joueur du championnat d'Espagne : saison 1999-2000[2]
- Élu meilleur entraîneur du championnat d'Espagne : 2015-2016 et 2016-2017